# Filet-O-Fish
Filet-O-Fish er en sandwich, som man kan købe i McDonald's restauranter. Burgeren består af en bolle, et stykke paneret og saltet fisk, tartarsauce og en skive ost.

## Historie
Filet-O-Fish blev introduceret hos McDonald's i USA i 1963, først som et regionalt tilbud i Cincinnati området. I 1965 kom den på den nationale menu i USA, som det første produkt efter grundlæggelsen i 1948. Filet-O-Fish blev opfundet af Lou Groen, en franchisetager i Cincinnati, for at integrere og gøre McDonald's mere populær hos den romerskkatolske kirke, som var meget dominant, i det område af Cincinnati som hans restaurant lå i.

## Fisken
I 2001 begyndte McDonald's at undersøge deres leverandører af fisk til Filet-O-Fish. Resultatet af denne undersøgelse viste, hvilke leverandører der var bæredygtige, og dermed begyndte de at sortere i deres leverandører. De gik væk fra leverandører, der ikke kunne levere bæredygtigt, og de leverandører der ikke levede op til særlige standarder.
"Our suppliers are helping unsustainable fisheries to improve. And, where fisheries are not improving fast enough, we have moved our purchases elsewhere"
- Gary Johnson, Senior Director, McDonald's Worldwide Supply Chain Management
I 2007 advarede McDonald's Japan og McDonald's Thailand imod at købe fisk fra en russisk producent (Russian Alaskan Pollack – RAP). I 2010 gik også McDonald's Kina væk fra at bruge denne leverandør.

## Promovering
Filet-O-Fish blev promoveret meget i McDonaldland. Her var der et område som hed Filet-O-Fish Floden, og den havde endda også sin egen skurk/figur nemlig kaptajn Crook.